# Uitotos

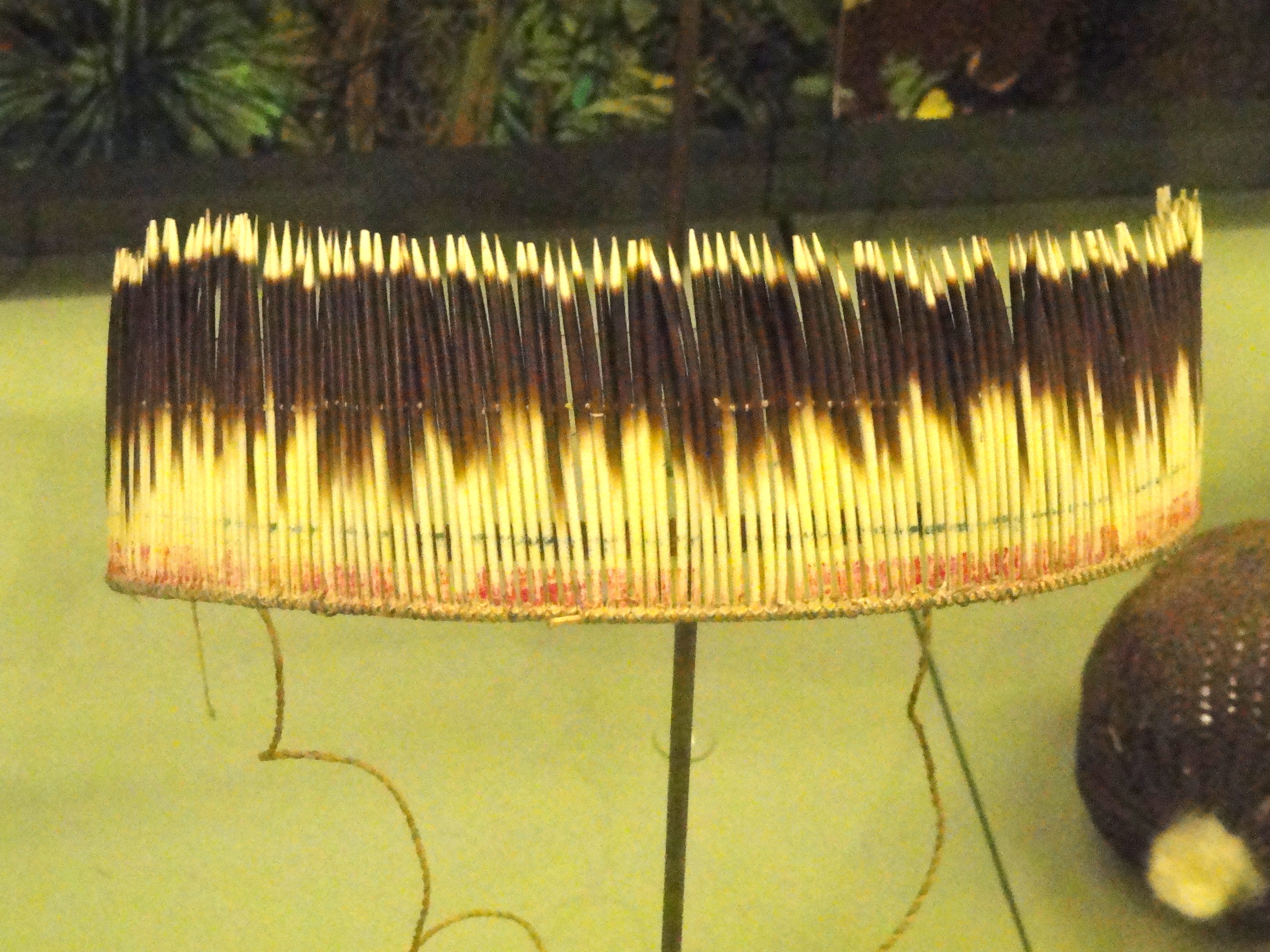
Cocar uitoto feito com pele do porco-espinho exposto no Museu Americano de História Natural

Os uitotos são um grupo indígena brasileiro que habita o médio rio Solimões, no estado do Amazonas, mais precisamente nas Áreas Indígenas Barreira da Missão, Méria e Miratu, além da Colômbia e do Peru.
A língua uitoto faz parte da família linguística que abrange as línguas uitoto - proto-borá-muinane. Outros uitotos, portanto são os boras (população de 1 640) e miranhas (população 300), que falam línguas uitotos semelhantes e vivem na foz do Cahuinarí, bem como sobre o Igara-Paraná. Outros falantes de línguas Uitoto são cerca de 250 a 500 indígenas "Andoke Muinane", que vivem principalmente ao longo do Caquetá.

## Economia
O sistema econômico é baseado na "agricultura itinerante, com rodizio de "roças" e queimadas, caça, pesca e coleta de produtos silvestres. Cada chácara tem uma área de metade a dois hectares. As principais culturas são mandioca brava e macaxeira, inhame, "mafafa" ou "mangará", pimenta, pupunha, bananas, abacate, (Pouteria caimito), (Poraqueiba sericea) e milho. Constituintes do rapé e amendoim são cultivadas em um pequeno lote separado fertilizados com cinzas.
Um estudo etnobotânico da comunidades indígena murui-muinane (= Uitoto, Witoto, Huitoto) localizada na Colômbia, apresenta uma lista de 54 espécies de plantas (50 gêneros e 32 famílias) utilizados. Apenas seis destas espécies (11%) utilizados são de plantas não são nativas da América. Arecáceas e fabáceas foram as famílias com o maior número de espécies utilizadas. As três categorias de uso com o maior número de espécies de plantas utilizadas foram: alimentos (27 spp.), Medicina (15) e artesanato (15). Estas 54 espécies de plantas são responsáveis por 19% das plantas úteis murui registrados para uma comunidade que vive em uma reserva florestal em Putumaio. Entre as espécies listadas com propriedades psicoativas podem ser citadas a "coca" (Erythroxylum coca), o "miege" (Theobroma cacao) e o "yagé" (Banisteriopsis sp.) além do citado rapé com tabaco.